# Казалес, Жак Антуан Мари
Жак Антуан Мари Казалес (фр. Jacques Antoine Marie de Cazalès; 1 февраля 1758 — 24 ноября 1805) — французский политический деятель.

## Биография
К началу революции был капитаном кавалерии. Избранный дворянством округа Ривиер-Верден в Генеральные штаты (1789), он решительно высказался за разделение трёх сословий. В Учредительном собрании Казалес считался одним из самых красноречивых и энергичных приверженцев сословного строя, хотя и допускал необходимость некоторых изменений в управлении государством. Дрался на дуэли с Барнавом — одним из лидеров якобинцев в 1789—91 годах.
После бегства короля Казалес вышел из Национального собрания и отправился в Кобленц. Вернувшись в Париж, он снова эмигрировал после 10 августа 1792 года и принимал участие в экспедиции против Тулона в 1793. Во время консульства вернулся во Францию.